# یواس‌اس کواپاو (ای‌تی-۱۱۰)
یواس‌اس کواپاو (ای‌تی-۱۱۰) (به انگلیسی: USS Quapaw (AT-110)) یک کشتی بود که طول آن ۲۰۵ فوت (۶۲٫۴۸ متر) بود. این کشتی در سال ۱۹۴۳ ساخته شد.